# Giorgio Chinaglia
Giorgio Chinaglia (Carrara, 1947. január 24. – Naples, Florida, Amerikai Egyesült Államok, 2012. április 1.) válogatott olasz labdarúgó, csatár.

## Pályafutása

### Klubcsapatban
Szüleivel 1955-ben költözött Walesbe. 1962-ben a Swansea Town korosztályos csapatában kezdte a labdarúgást, ahol 1964-ben mutatkozott be az első csapatban. 1966-ban hazatért Olaszországba és a Massese labdarúgója lett. 1967 és 1969 között az Internapoli csapatában szerepelt. 1969 és 1976 között a Lazio játékosa volt. Tagja volt az 1973–74-es bajnokcsapatnak. 24 góllal járult hozzá a csapat sikeréhez és ezzel a gólkirályi címet is megszerezte. 1976-ban Egyesült Államokba költözött és a Cosmos labdarúgója lett. Az Cosmos-szal négy bajnoki címet nyert és négyszer szerezte meg a gólkirályi címet. 1981-től megkapta az amerikai állampolgárságot is. Az aktív labdarúgástól 1983-ban vonult vissza. Az 1990–91-es idényben az olasz alsóbb osztályban szereplő Villa San Sebastiano színeiben többször pályára lépett.

### A válogatottban
1972 és 1975 között 14 alkalommal szerepelt az olasz válogatottban és négy gólt szerzett. Tagja volt az 1974-es világbajnokságon részt vevő csapatnak.

## Sikerei, díjai
Lazio
- Olasz bajnokság (Serie A)
  - bajnok: 1973–74
  - gólkirály: 1973–74 (24 gól)
- Olasz bajnokság (másodosztály, Serie B)
  - gólkirály: 1971–72 (21 gól)

 New York Cosmos
- Észak-amerikai bajnokság (NASL)
  - bajnok: 1977, 1978, 1980, 1982
  - gólkirály: 1978 (34 gól), 1979 (26 gól), 1980 (32 gól), 1981 (29 gól)